# Paszówka
Paszówka – potok, lewy dopływ Nysy Szalonej o długości 8,93 km i powierzchni zlewni 23,77 km². 
Potok płynie w województwie dolnośląskim. Jego źródła znajdują się w pobliżu wsi Jakuszowa. Przepływa przez Paszowice; do Nysy Szalonej wpada w Jaworze.